# Cambulo
Cambulo è una municipalità dell'Angola appartenente alla provincia di Lunda Nord. Ha 76.668 abitanti (stima del 2006).
Il capoluogo è Cambulo.